# التهاب مسد لباطن الشريان
الالتِهاب المُسِدّ لباطن الشِّريان أو التهاب باطنة الشريان المُسِدّ (بالإنجليزية: Obliterating endarteritis)‏ ويُسمى أيضًا التهاب الشرايين المُسِدّ (بالإنجليزية: Obliterating arteritis)‏، هو التهاب شديد مُتكاثر في بِطانة الشرايين، حيثُ يؤثر على الغلالة الباطنة للشرايين، ويَنتج عنهُ انسداد في تجويف الشريان. قد يحدث هذا الالتهاب نتيجةً لأسبابٍ مُتعددة، فقد يحدث ضمن مُضاعفات التسمم بالإشعاع أو بسبب العدوى بالزهري أو السل السحائي.